# Judo na Letních olympijských hrách 1980 – muži – střední váha
Zápasy v judu na XXII. Letních olympijských hrách v kategorii středních vah mužů proběhly v Moskvě, 28. července 1980.

## Finále
| Finále             |                    |
| ------------------ | ------------------ |
| Jürg Röthlisberger | Jürg Röthlisberger |
| Isaac Azcuy        | Jürg Röthlisberger |

## Opravy / O bronz
Do oprav se dostali judisté, kteří během turnaje prohráli svůj zápas s jedním ze dvou finalistů.
| opravy             | opravy            | o bronz           |                   |
| ------------------ | ----------------- | ----------------- | ----------------- |
| Bertil Ström       | Bertil Ström      | Bertil Ström      | Alexandr Jackevič |
| Henri-Richard Lobe | Bertil Ström      | Bertil Ström      | Alexandr Jackevič |
|                    | Kostas Papakostas | Bertil Ström      | Alexandr Jackevič |
|                    |                   | Alexandr Jackevič | Alexandr Jackevič |
| Peter Donnelly     | Peter Donnelly    | Detlef Ultsch     | Detlef Ultsch     |
| Donald Mukahatesho | Peter Donnelly    | Detlef Ultsch     | Detlef Ultsch     |
|                    | Detlef Ultsch     | Detlef Ultsch     | Detlef Ultsch     |
|                    |                   | Wálter Carmona    | Detlef Ultsch     |

## Pavouk
|   | 1/32                  | 1/16                 | čtvrtfinále        | semifinále         | finále             |
| - | --------------------- | -------------------- | ------------------ | ------------------ | ------------------ |
| A | Alexandr Jackevič     | Alexandr Jackevič    | Alexandr Jackevič  | Alexandr Jackevič  | Jürg Röthlisberger |
| A | Dambadžavyn Cend-Ajúš | Alexandr Jackevič    | Alexandr Jackevič  | Alexandr Jackevič  | Jürg Röthlisberger |
| A | Krzysztof Kurczyna    | Krzysztof Kurczyna   | Alexandr Jackevič  | Alexandr Jackevič  | Jürg Röthlisberger |
| A | Mark Carew            | Krzysztof Kurczyna   | Alexandr Jackevič  | Alexandr Jackevič  | Jürg Röthlisberger |
| A | Michel Sanchis        | José Antonio Cechini | Slavko Obadov      | Alexandr Jackevič  | Jürg Röthlisberger |
| A | José Antonio Cechini  | José Antonio Cechini | Slavko Obadov      | Alexandr Jackevič  | Jürg Röthlisberger |
| A | volný los             | Slavko Obadov        | Slavko Obadov      | Alexandr Jackevič  | Jürg Röthlisberger |
| A | volný los             | Slavko Obadov        | Slavko Obadov      | Alexandr Jackevič  | Jürg Röthlisberger |
| B | Henri-Richard Lobe    | Henri-Richard Lobe   | Jürg Röthlisberger | Jürg Röthlisberger | Jürg Röthlisberger |
| B | Jean Nicolas          | Henri-Richard Lobe   | Jürg Röthlisberger | Jürg Röthlisberger | Jürg Röthlisberger |
| B | Jürg Röthlisberger    | Jürg Röthlisberger   | Jürg Röthlisberger | Jürg Röthlisberger | Jürg Röthlisberger |
| B | Bertil Ström          | Jürg Röthlisberger   | Jürg Röthlisberger | Jürg Röthlisberger | Jürg Röthlisberger |
| B | Milton Estrella       | Milton Estrella      | Kostas Papakostas  | Jürg Röthlisberger | Jürg Röthlisberger |
| B | Koljo Bojadžiev       | Milton Estrella      | Kostas Papakostas  | Jürg Röthlisberger | Jürg Röthlisberger |
| B | volný los             | Kostas Papakostas    | Kostas Papakostas  | Jürg Röthlisberger | Jürg Röthlisberger |
| B | volný los             | Kostas Papakostas    | Kostas Papakostas  | Jürg Röthlisberger | Jürg Röthlisberger |
| C | Endre Kiss            | Wálter Carmona       | Wálter Carmona     | Wálter Carmona     | Isaac Azcuy        |
| C | Wálter Carmona        | Wálter Carmona       | Wálter Carmona     | Wálter Carmona     | Isaac Azcuy        |
| C | Akilong Diabone       | Akilong Diabone      | Wálter Carmona     | Wálter Carmona     | Isaac Azcuy        |
| C | Mahmud Sa'ad          | Akilong Diabone      | Wálter Carmona     | Wálter Carmona     | Isaac Azcuy        |
| C | Peter Seisenbacher    | Pak Čong-čchol       | Mihalache Toma     | Wálter Carmona     | Isaac Azcuy        |
| C | Pak Čong-čchol        | Pak Čong-čchol       | Mihalache Toma     | Wálter Carmona     | Isaac Azcuy        |
| C | volný los             | Mihalache Toma       | Mihalache Toma     | Wálter Carmona     | Isaac Azcuy        |
| C | volný los             | Mihalache Toma       | Mihalache Toma     | Wálter Carmona     | Isaac Azcuy        |
| D | Peter Donnelly        | Isaac Azcuy          | Isaac Azcuy        | Isaac Azcuy        | Isaac Azcuy        |
| D | Isaac Azcuy           | Isaac Azcuy          | Isaac Azcuy        | Isaac Azcuy        | Isaac Azcuy        |
| D | volný los             | Donald Mukahatesho   | Isaac Azcuy        | Isaac Azcuy        | Isaac Azcuy        |
| D | volný los             | Donald Mukahatesho   | Isaac Azcuy        | Isaac Azcuy        | Isaac Azcuy        |
| D | Detlef Ultsch         | Detlef Ultsch        | Detlef Ultsch      | Isaac Azcuy        | Isaac Azcuy        |
| D | Ibrahim Muzaffer      | Detlef Ultsch        | Detlef Ultsch      | Isaac Azcuy        | Isaac Azcuy        |
| D | volný los             | Franch Casadei       | Detlef Ultsch      | Isaac Azcuy        | Isaac Azcuy        |
| D | volný los             | Franch Casadei       | Detlef Ultsch      | Isaac Azcuy        | Isaac Azcuy        |